# Jan VIII van Bourbon-Vendôme
Jan VIII van Bourbon-Vendôme (circa 1428 - Lavardin, 6 januari 1478) was van 1446 tot aan zijn dood graaf van Vendôme. Hij behoorde tot het huis Bourbon.

## Levensloop
Jan VIII was de zoon van graaf Lodewijk I van Bourbon-Vendôme en diens tweede echtgenote Johanna, dochter van heer Gwijde XIII van Laval. Na de dood van zijn vader in 1446 werd hij graaf van Vendôme.
Tijdens de Honderdjarige Oorlog tegen Engeland nam Jan aan de zijde van Jan van Orléans deel aan de veroveringen van Rouen in 1449 en van Bordeaux in 1453. In 1451 werd Jan VIII na de inname van Fronsac door koning Karel VII van Frankrijk tot ridder geslagen.
In 1458 behoorde hij tot het koninklijke gerechtshof dat hertog Jan II van Alençon ter dood veroordeelde wegens majesteitsschennis. In 1461 vertegenwoordigde hij het graafschap Champagne tijdens de kroning van koning Lodewijk XI, die tijdens de opstand van de Ligue du Bien Public in 1465 trouw bleef. Tijdens deze opstand vocht Jan VIII op 16 juli 1465 in de Slag bij Montlhéry aan de zijde van de koning. De volgende jaren was hij lid van het koninklijke gerechtshof dat zijn neef Jacob van Armagnac, hertog van Nemours, ter dood veroordeelde. In 1469 behoorde Jan tot de Franse edelen die Lodewijk XI tevergeefs probeerden te overtuigen om de oorlog met Engeland te hervatten. Hetzelfde jaar werd hij opgenomen in de Orde van Sint-Michiel, die de Franse koning kort daarvoor had opgericht.
Jan VIII stierf in 1478, volgens een manuscript van de kloosterkerk van Vendôme aan een vergiftiging. Tijdens zijn leven liet hij verschillende religieuze gebouwen oprichten, zoals de Saint-Jacqueskapel in Vendôme en delen van de eerder genoemde kloosterkerk, waar hij ook werd bijgezet. In 1474 liet hij bovendien de Marie Madeleinekerk van Vendôme bouwen.

## Huwelijk en nakomelingen
Op 9 september 1454 huwde Jan VIII in Angers met Isabella van Beauvau (overleden in 1475), vrouwe van Champigny en La Roche-sur-Yon en dochter van Lodewijk van Beauvau, seneschalk van Anjou. Ze kregen acht kinderen:
- Johanna (1460-1487), vrouwe van Rochefort, huwde in 1478 met Lodewijk van Joyeuse, graaf van Grandpré
- Catharina (1462-1525), huwde in 1484 met Gilbert de Chabannes, baron van Rochefort
- Johanna (1465-1511), huwde eerst in 1487 met hertog Jan II van Bourbon, daarna in 1495 met graaf Jan IV van Auvergne en uiteindelijk in 1503 met François de la Pause, baron de la Garde
- Renée (1468-1534), abdis van de Abdij van Fontevrault
- Frans (1470-1495), graaf van Vendôme
- Lodewijk (1473-1520), vorst van La Roche-sur-Yon
- Charlotte (1474-1520), huwde in 1494 met graaf Engelbrecht van Nevers
- Isabella (1475-1531), abdis van de Abbaye aux Dames in Caen

Ook verwekte Jan VIII twee buitenechtelijke zonen:
- Jacob (1455-1524), baron van Ligny, werd in 1518 wettig verklaard
- Lodewijk (overleden in 1510), wettig verklaard in 1490, werd bisschop van Avranches

## Voorouders
| Voorouders van Jan VIII van Bourbon-Vendôme | Voorouders van Jan VIII van Bourbon-Vendôme                                 | Voorouders van Jan VIII van Bourbon-Vendôme                                 | Voorouders van Jan VIII van Bourbon-Vendôme                                 | Voorouders van Jan VIII van Bourbon-Vendôme                                 | Voorouders van Jan VIII van Bourbon-Vendôme                                 | Voorouders van Jan VIII van Bourbon-Vendôme                                 | Voorouders van Jan VIII van Bourbon-Vendôme                                 | Voorouders van Jan VIII van Bourbon-Vendôme                                 |
| ------------------------------------------- | --------------------------------------------------------------------------- | --------------------------------------------------------------------------- | --------------------------------------------------------------------------- | --------------------------------------------------------------------------- | --------------------------------------------------------------------------- | --------------------------------------------------------------------------- | --------------------------------------------------------------------------- | --------------------------------------------------------------------------- |
| Overgrootouders                             | Jacob I van La Marche (1319-1362) ∞ Johanna van Châtillon (1280–1354)       | Jacob I van La Marche (1319-1362) ∞ Johanna van Châtillon (1280–1354)       | Jan VI van Vendôme (-1364) ∞ Johanna van Ponthieu (-1376)                   | Jan VI van Vendôme (-1364) ∞ Johanna van Ponthieu (-1376)                   | Raoul IX de Montfort (-) ∞ Jeanne de Kergorlay (-)                          | Raoul IX de Montfort (-) ∞ Jeanne de Kergorlay (-)                          | Guy XII de Laval(-1412) ∞ Jeanne de Laval-Tinténiac                         | Guy XII de Laval(-1412) ∞ Jeanne de Laval-Tinténiac                         |
| Grootouders                                 | Jan I van La Marche (1344-1393) ∞ Catharina van Vendôme (1350–1412)         | Jan I van La Marche (1344-1393) ∞ Catharina van Vendôme (1350–1412)         | Jan I van La Marche (1344-1393) ∞ Catharina van Vendôme (1350–1412)         | Jan I van La Marche (1344-1393) ∞ Catharina van Vendôme (1350–1412)         | Gwijde XIII van Laval (1409-1462) ∞ Anne de Laval (1385–1466)               | Gwijde XIII van Laval (1409-1462) ∞ Anne de Laval (1385–1466)               | Gwijde XIII van Laval (1409-1462) ∞ Anne de Laval (1385–1466)               | Gwijde XIII van Laval (1409-1462) ∞ Anne de Laval (1385–1466)               |
| Ouders                                      | Lodewijk I van Bourbon-Vendôme (1376-1446)) ∞ Johanna van Laval (1405-1468) | Lodewijk I van Bourbon-Vendôme (1376-1446)) ∞ Johanna van Laval (1405-1468) | Lodewijk I van Bourbon-Vendôme (1376-1446)) ∞ Johanna van Laval (1405-1468) | Lodewijk I van Bourbon-Vendôme (1376-1446)) ∞ Johanna van Laval (1405-1468) | Lodewijk I van Bourbon-Vendôme (1376-1446)) ∞ Johanna van Laval (1405-1468) | Lodewijk I van Bourbon-Vendôme (1376-1446)) ∞ Johanna van Laval (1405-1468) | Lodewijk I van Bourbon-Vendôme (1376-1446)) ∞ Johanna van Laval (1405-1468) | Lodewijk I van Bourbon-Vendôme (1376-1446)) ∞ Johanna van Laval (1405-1468) |
| Jan VIII van Bourbon-Vendôme (1376-1446)    |                                                                             |                                                                             |                                                                             |                                                                             |                                                                             |                                                                             |                                                                             |                                                                             |